# Un nuevo amor
Un nuevo amor  é uma telenovela mexicana exibida pela Azteca e produzida por Fides Velasco em 2003. 
Foi protagonizada por Cecilia Ponce e Sergio Basañez, e com antagonização de Karen Sentíes, que mais tarde foi substituída por Vanessa Acosta.

## Elenco
- Cecilia Ponce - Estrella Montiel
- Sergio Basañez - Santiago Mendoza
- Karen Sentíes - Valentina Méndez
- Vanessa Acosta - Isabel Olmedo
- Ramiro Huerta - Tirso
- Homero Wimmer - Isaías
- Eduardo Arroyuelo - Julio
- Daniela Garmendia - Candela
- Rodrigo Cachero - Eduardo
- Luis Miguel Lombana - Alejandro
- Ana Díaz de León - Carolina
- Vanessa Villela - Karina
- Tania Arredondo - María
- Alejandro Lukini - Daniel
- Luz Elena Solís - Luz
- Aracelia Chavira - Hermana de Aleida
- Guillermo Gil - Aquiles
- Adriana Lizana - Aydee
- Paola Adriana - Karen
- Mónica Huarte - Rocío
- Alberto Casanova - Raúl
- Gonzalo García Vivanco - Pablo de la Vega Montoya
- Cecilia Piñeiro - Deborah Luján
- Ramón Bazet - Pepe
- Sofia Lama
- Fernando del Solar
- Tomás Goros
- Alan André